# Arlo Bates

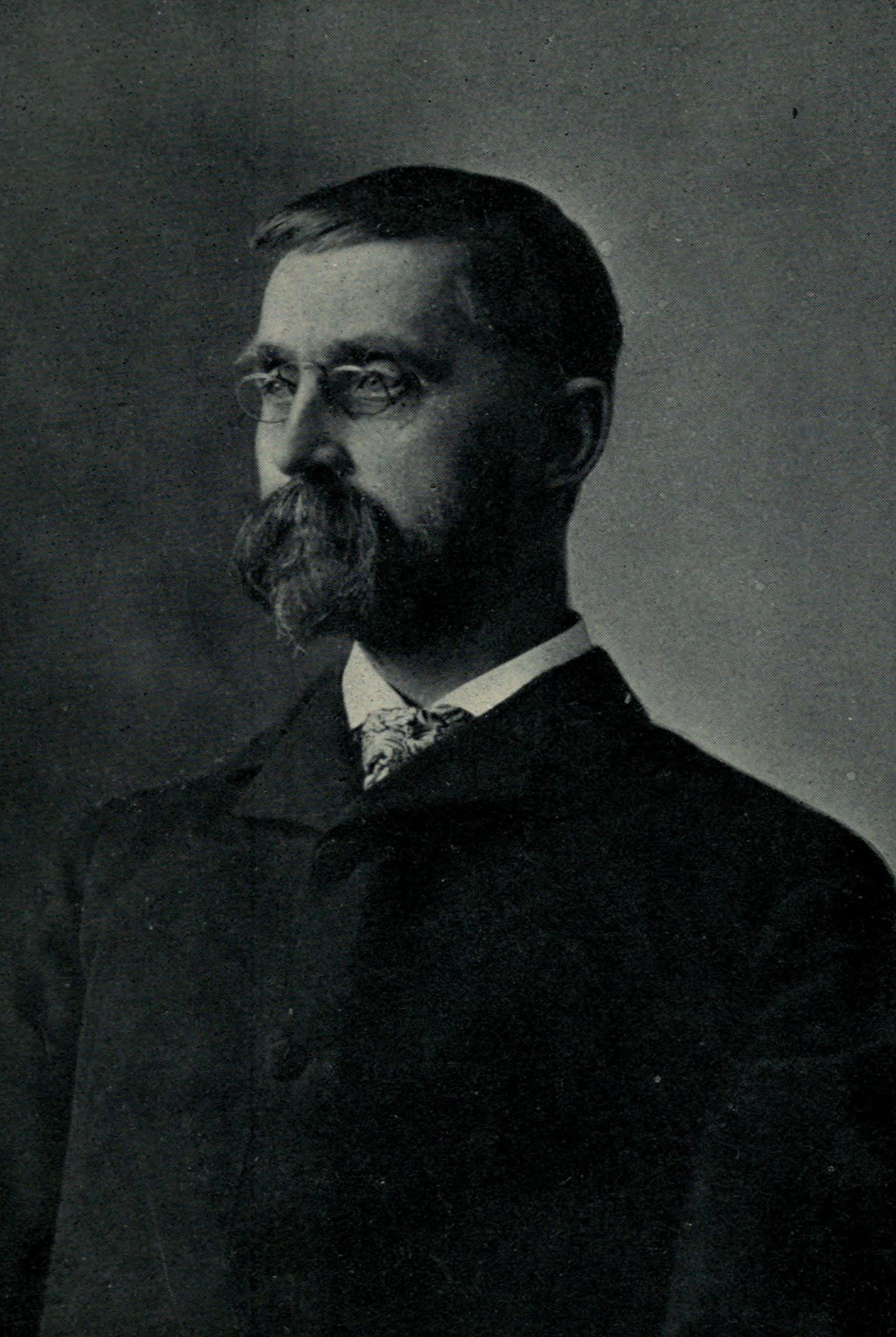
Arlo Bates

Arlo Bates (* 16. Dezember 1850 in East Machias, Maine; † 26. August 1918 in Boston, Massachusetts) war ein US-amerikanischer Journalist, Schriftsteller und Hochschullehrer.

## Leben
Alan Bates, Sohn des Arztes Niran Bates und dessen Ehefrau Susan Thaxter Bates, absolvierte nach dem Besuch der Washington Academy ein grundständiges Studium am Bowdoin College, das er 1876 mit einem Bachelor of Arts (B.A.) beendete. Ein darauf folgendes postgraduales Studium schloss er mit einem Master of Arts (M.A.) ab. Er arbeitete danach zwischen 1878 und 1879 zuerst als Redakteur bei der Tageszeitung Broadside sowie von 1880 bis 1893 als Redakteur der Tageszeitung Boston Courier. Daneben war er Korrespondent der Tageszeitungen The Providence Journal und Chicago Tribune. 1893 übernahm er eine Professur für englische Sprache am Massachusetts Institute of Technology. Er wurde 1900 Mitglied der American Academy of Arts and Sciences und 1905 der American Academy of Arts and Letters.
Aus seiner 1882 geschlossenen Ehe mit der 1886 gestorbenen Schriftstellerin Harriet Leonora Vose Bates, Tochter des Eisenbahningenieurs George L. Vose, ging sein Sohn Oric Bates (1883–1918) hervor.

## Veröffentlichungen
Neben seiner Tätigkeit als Journalist und Hochschullehrer verfasste Bates zahlreiche Romane, Gedichtbände sowie Erzählungen, aber auch literaturkritische Bücher. Zu seinen Werken gehören neben den Romanen The Pagans (1884), The Philistines (1889) und The Puritans (1898):
- Patty’s perversities, 1881 (Onlineversion)
- F. Seymour Haden and engraving, 1882
- Mr. Jacobs, 1883 (Onlineversion)
- Various phases of American art, 1883
- Berries of the brier, 1886 (Onlineversion)
- The Pagans, 1884 (Onlineversion)
- A lad’s love, 1887
- Sonnets in shadow, 1887 (Onlineversion)
- The Philistines, 1889 (Onlineversion)
- Albrecht, 1890 (Onlineversion)
- A book o’ nine tales, 1891 (Onlineversion)
- The poet and his self, 1891 (Onlineversion)
- Told in the gate, 1892 (Onlineversion)
- In The Bundle Of Tim, 1893
- The torch-bearers, 1894 (Onlineversion)
- Talks on writing English, 1896 (Onlineversion)
- A gentle jury, 1897 (Onlineversion)
- The Puritans, 1898 (Onlineversion)
- Under the beech tree, 1899 (Onlineversion)
- Love in a cloud, 1900 (Onlineversion)
- The diary of a saint, 1902 (Onlineversion)
- A business meeting, 1905 (Onlineversion)
- Talks on teaching literature, 1906
- Her deaf ear, 1907 (Onlineversion)
- The intoxicated ghost, 1908 (Onlineversion)
- A mothers’ meeting, 1909 (Onlineversion)
- The supreme gift, 1911 (Onlineversion)
- The Boston Mother Goose, 1916